# Финаце (Іклензел, Муреш)
Финаце (рум. Fânațe) — село у повіті Муреш в Румунії. Входить до складу комуни Іклензел.
Село розташоване на відстані 275 км на північний захід від Бухареста, 26 км на захід від Тиргу-Муреша, 54 км на південний схід від Клуж-Напоки, 145 км на північний захід від Брашова.

## Населення
За даними перепису населення 2002 року у селі проживали 5 осіб, усі — румуни. Усі жителі села рідною мовою назвали румунську.